# 岩下駅
岩下駅（いわしたえき）は、長野県上田市（開業時は旧・小県郡神川村）岩下にあった上田丸子電鉄丸子線の駅（廃駅）である。丸子線の廃線に伴い1969年（昭和44年）4月20日に廃駅となった。
急行運転列車は通過した。

## 歴史
- 1925年（大正14年）8月1日：丸子鉄道上田東駅 - 大屋駅（後の電鉄大屋駅）間延伸開通に伴い開業[2][3][4]。旅客のみ取扱い[5]。
- 1943年（昭和18年）10月21日：交通統合に伴い上田丸子電鉄丸子線の駅になる[2][4]。
- 1969年（昭和44年）4月20日：丸子線の廃線に伴い廃止となる[2][3][4]。

## 駅構造
廃止時点で、単式ホーム1面1線を有する地上駅であった。ホームは線路の南西側（丸子町方面に向かって右手側）に存在した。転轍機を持たない棒線駅となっていた。
無人駅となっていた。駅舎は無いが、ホーム中央部分に片流れ屋根の、開放型の待合所を有していた。
日本国有鉄道信越本線との並走区間にあり、丸子線の線路のすぐ北を信越本線の線路が通っていたが、そちらにはホームなどは無かった。

## 駅周辺
- 国道18号
- 千曲川

## 駅跡
1996年（平成8年）時点では、確認は困難になっていた。
電鉄大屋駅附近から上田東方面、八日堂駅跡附近までの線路跡は、信越本線の複線化用地となり消滅し、しなの鉄道下り線の敷地となっていた。

## 隣の駅
上田丸子電鉄
丸子線
神川駅 - 岩下駅 - 東特前駅